# Alan Algernon Marion Durand
Sir Alan Algernon Marion Durand, britanski general, * 14. oktober 1893, † 16. februar 1971.
V 1. svetovni vojni je bil dvakrat ranjen.